# Aljaksej Ramanovič
Aljaksej Ramanovič (in bielorusso Аляксей Рамановіч?; 30 agosto 1989) è uno schermidore bielorusso.

## Biografia
Ha conquistato una medaglia di bronzo nei campionati europei di scherma di Kiev del 2008 nella gara di sciabola a squadre.

## Palmarès
In carriera ha conseguito i seguenti risultati:
- Europei di scherma

Kiev 2008: bronzo nella sciabola a squadre.